# Ptiloscola amena
Ptiloscola amena är en fjärilsart som beskrevs av Lauro Travassos 1940. Ptiloscola amena ingår i släktet Ptiloscola och familjen påfågelsspinnare. Inga underarter finns listade.